# Конради, Морис Морисович
Мо́рис Мо́рисович Конра́ди (Мориц Морицович, нем. Moritz Conradi, фр. Maurice Conradi; 29 мая 1896 — 7 февраля 1947) — русский офицер (швейцарского происхождения), Георгиевский кавалер, участник Первой мировой и Гражданской войн, затем эмигрант; убийца советского дипломата В. В. Воровского.

## Биография
Морис Конради родился 29 мая 1896 года в Санкт-Петербурге, в семье осевших в России швейцарцев. Его отец — также Морис Конради. Дядя Виктор-Эдуард Маврикиевич (Морицович) Конради был владельцем кондитерских фабрик в Петербурге и Москве.
Окончил гимназию и Павловское военное училище.
Учился в Петербургском политехническом институте, со второго курса которого в 1914 году подал прошение на фронт, для чего понадобилось разрешение Императора Николая II, поскольку Конради был гражданином Швейцарии.
Окончил в Павловском военном училище 4-месячный курс военного времени по первому разряду в Петрограде (январь 1916). Подпоручик. Награждён орденом Святого Георгия IV степени. В июле 1917 года, участвуя в боях на Буковине, был дважды ранен. В августе 1917 года награждён орденом Святой Анны 4-й степени. Воевал на Румынском фронте, откуда в составе отряда Дроздовского отправился в легендарный поход из Ясс на Дон.
Во время красного террора лишился отца (умершего после избиения в ЧК) и дяди (владелец кондитерских фабрик, на 1916 год купец 1-й гильдии, потомственный почётный гражданин — был расстрелян большевиками как заложник), одного из братьев. Кроме того, его тётя была убита грабителями.
В июне 1919 года служил помощником полкового адъютанта по оперативной части.
В 1919 году произведён в штабс-капитаны, а в 1920-м — в капитаны. Служил в штабе Дроздовской стрелковой дивизии. В 1920 году был ординарцем и личным адъютантом командира Дроздовского полка, полковника А. В. Туркула. Его имя даже попало в популярную песню дроздовцев:
Вперед проскачет Туркул славный,

За ним Конради и конвой…
Воевал против большевиков вплоть до эвакуации войск генерала барона П. Н. Врангеля из Крыма в ноябре 1920 года, затем находился в лагере в Галлиполи. В июне 1921 года вышел в отставку и поселился вместе с женой Владиславой Львовной Конради (во втором браке Гемпель, урождённая Сверцевич, ум. 18.09.1965), беженкой из Польши, в Цюрихе, где работал в торговом доме «Бехер Всей» на скромной должности. В Швейцарии к Конради присоединились мать и четверо младших братьев, сумевших выехать из Советской России, доказав своё швейцарское гражданство.
В марте 1923 года Конради приехал в Женеву, где встретил своего товарища по Белой армии штабс-капитана Аркадия Павловича Полунина, работавшего в непризнанной СССР российской миссии при Международном Красном Кресте и тесно связанного с лидерами Белой эмиграции Врангелем и Кутеповым. Конради делился с Полуниным своим желанием «убить кого-нибудь из советских вождей, чтобы отомстить за семью». Полунин предложил ему убить наркома иностранных дел Г. Чичерина и посла СССР в Англии Л. Красина, однако 13—14 апреля, приехав в Берлин, где те в это время находились, и явившись в советское полпредство, Конради их не застал и вернулся в Женеву. Здесь, узнав о предстоящем приезде в Лозанну советского дипломата В. В. Воровского, Полунин и Конради решили, что жертвой должен стать именно он.
Люба мне буква «Ка»,
Вокруг неё сияет бисер.
Пусть вечно светит свет венца
Бойцам Каплан и Каннегисер.
И да запомнят все, в ком есть
Любовь к родимой, честь во взгляде,
Отмстили попранную честь
Борцы Коверда и Конради.
К. Д. Бальмонт. 
Цитируется по: Анатолий Краснов-Левин. В поисках Нового града

## Убийство Воровского
10 мая 1923 года в Лозанне, в ресторане отеля «Сесиль», Морис Конради застрелил советского дипломата Вацлава Воровского и ранил двух его помощников — Ивана Аренса и Максима Дивилковского. После этого он бросил пистолет (по другим рассказам — отдал его метрдотелю) и сдался полиции со словами: «Я сделал доброе дело — русские большевики погубили всю Европу… Это пойдет на пользу всему миру». А. Полунин был арестован на следующий день в Женеве.

## Судебный процесс
Судебный процесс по делу Конради и Полунина начался в Лозанне 5 ноября 1923 года. Дело слушалось судом присяжных в Лозанне. Адвокатом Конради был Сидней Шопфер (Sidney Schoepfer), а Полунина защищал Теодор Обер.
В своём вступительном слове на суде Конради сказал: «Я верю, что с уничтожением каждого большевика человечество идёт вперед по пути прогресса. Надеюсь, что моему примеру последуют другие смельчаки, проявив тем самым величие своих чувств!» Участие Полунина Конради отрицал.
Прокурор в своём выступлении заявил, что преступлением является убийство даже тирана. В ответ адвокат Полунина Теодор Обер указал в окно на памятник Вильгельму Теллю, предложив снести памятники национальному герою Швейцарии. Сторона защиты не скрывала своего желания превратить процесс в суд над большевизмом. За 10 дней слушаний перед судьёй и присяжными выступило около 70 свидетелей, рассказывавших о преступлениях большевиков. В частности, защита связывала голод в Поволжье не только с неурожаем, но и с продовольственной политикой большевиков. Большое впечатление на швейцарцев произвели также подробности большевистской антирелигиозной кампании. В результате суд, получивший широкий международный резонанс, большинством в девять против пяти голосов оправдал М. Конради, сочтя его поступок актом справедливого возмездия советскому режиму за его злодеяния. Согласно формулировке вердикта, Конради был признан «действовавшим под давлением обстоятельств, проистекших из его прошлого».
Освещавший процесс русский эмигрантский писатель М. П. Арцыбашев писал в этой связи:

Воровский был убит не как идейный коммунист, а как палач… Убит как агент мировых поджигателей и отравителей, всему миру готовящих участь несчастной России
— Михаил Шишкин. Уроки швейцарского// «Иностранная литература», 1998, №9.

## Последствия процесса
Уже в июне 1923 года правительство СССР издало декрет о бойкоте Швейцарии, суть которого заключалась в разрыве государственных и запрете частных торговых отношений со Швейцарией, а также запрещении въезда в СССР швейцарских граждан, не принадлежащих к рабочему классу. Общественное мнение Швейцарии осуждало большевиков. Западная пресса описывала преступления большевиков в России и их интриги на Западе. Дипломатические отношения между СССР и Швейцарией были восстановлены лишь в 1946 году.

## После суда
Сразу после окончания процесса швейцарские власти издали постановление о высылке Аркадия Полунина из страны за злоупотребление правом убежища и нарушение общественного порядка (он переехал во Францию, где скончался 23 февраля 1933 года «при странных обстоятельствах» — предположительно был отравлен в поезде по пути из г. Дрё в Париж; ему было 43 года).
Дальнейшая биография Конради обросла в публицистике просоветского характера рядом мистификаций, сюжеты которых абсолютно не сходились между собой. Согласно последним официальным данным, указанным в швейцарской прессе, Конради скончался 7 февраля 1947 года на 52-м году жизни в городе Кур в кантоне Граубюнден, Швейцария. Похоронен там же.

## Семья
- Жена — Владислава Львовна Конради (8.10.1901[8] — 18.09.1965), урождённая Сварцевич (во втором браке Гемпель)[9].
- Отец — Мориц (Макс) Маврикиевич Конради, с 1901 года работал техником на фабрике у брата, был взят большевиками в заложники, после избиений умер от голода в тюремной больнице (по другой версии — от травм после побоев умер уже дома, куда был отпущен)[9].
  - Брат — Виктор Морицевич Конради (1903—1937), в 1920—1922 годах работал на железной дороге. Органами ОГПУ в 1923 году осуждён за «попытку нелегального перехода советско-польской границы» на три года лишения свободы. В 1937 году временно работал в личном хозяйстве, проживал: д. Чилино Каргасокского р-на Запсибкрая. Арестован 30 июня 1937 года как «член контрреволюционной кадетско-монархической и эсеровской организации». Тройкой УНКВД Запсибкрая 15 августа 1937 года приговорён к высшей мере наказания. Расстрелян 16 сентября 1937 года.
- Дядя — Виктор Маврикиевич Конради (1861[10]—1918), владелец семейной кондитерской фабрики в Петербурге с 1897 (или с 1892) по 1917[11], убит во время «красного террора»[9].

Также во время «красного террора» были убиты брат Мориса и его тётя, по другой версии она была убита грабителями.

## Образ в искусстве
- В песне «Смелей, дроздовцы удалые» (1918): «Вперёд поскачет Туркул славный, За ним Конради и конвой…»
- В романе Ю. Коринца «Привет от Вернера» (1972): «И вдруг я увидел Конради! Я его раньше никогда не видел, но сразу понял, что это он — белый офицер…»
- В романе Виталия Закруткина «Сотворение мира».

## Комментарии
1. ↑  Конфетная и шоколадная фабрика «М. Конради» была основана в середине XIX века выходцем из Швейцарии Морицем Конради (дед Мориса Конради) и принадлежала к числу крупнейших кондитерских предприятий Санкт-Петербурга. Здания фабрики располагались по адресу Старо-Петергофский проспект, 20. В периоды 1882—1884 и 1906—1912 годов неоднократно достраивались и расширялись. Магазины М. Конради находились на Невском, 20, 36 и 106, а также на Садовой, Загородном, Суворовском проспекте и Университетской набережной. В прейскурантах 1900-х годов — более чем двадцати наименований: шоколад для варки, какао, шоколад в коробках и «с книжками», шоколадные конфеты и пастилки, фруктовые конфеты, карамель, драже, мармелад, пастила, желе, монпансье, пряники.

После революции фабрика была национализирована, а владелец и его родственники были арестованы и впоследствии убиты[1].
2. ↑  Есть сведения о том, что адвокатом был на процессе также Я. С. Гуревич[5].  Яков Самойлович Гуревич родился 1 февраля 1869 (1870) в Александровске. Присяжный поверенный в Санкт-Петербурге. В эмиграции с 1922 во Франции. Защитник на процессе Конради и Полунина. Умер 8 декабря 1936 года в Париже.
3. ↑  Возможно, речь о сыне Виктора, то есть двоюродном брате, так как по традиции имя Морис давали старшему сыну, что означает, что М. М. Конради, скорее всего, не было старшего брата.